# Tchirtchik (ville)
Pour les articles homonymes, voir Tchirtchik.
Tchitchik (en russe : Чирчик) ou Chirchiq (en ouzbek, en cyrillique : Чирчиқ) est une ville de la province de Tachkent, en Ouzbékistan. Elle est située sur la rivière Tchirtchik, à 29 km au nord-est de Tachkent, la capitale. Sa population s'élevait à 159 400 habitants en 1994.

## Histoire
La ville a été fondée en 1935 par la fusion de plusieurs villages dans le cadre de la construction d'une centrale hydroélectrique sur la Tchirtchik.
Tchirtchik est située au milieu d'une zone de culture intensive, principalement de légumes et de fruits, en particulier de melons et de raisins. Une grande usine chimique produit des engrais pour les fermes collectives de la région. Tchirtchik compte d'autres industries : ferro-alliages et machines pour l'agriculture et l'industrie chimique.
Tchirtchik est aussi une importante zone de loisirs d'hiver dans la province de Tachkent. À 39 km au nord-est de la ville se trouve la station de ski de Tchimgan, qui attire des touristes de toute l'Asie centrale et de Russie.
Une dérivation de l'eau sur la rivière Tchirtchik à l'extérieur de la ville est la principale source d'eau potable de Tachkent et d'autres villes du sud.